# The Man (Barry White)
The Man è l'ottavo album del cantante statunitense Barry White, pubblicato nel 1978 dalla 20th Century Records.

## Storia
L'album divenne il sesto di Barry White a raggiungere la vetta della classifica R&B e arrivò al #36 della classifica Pop. Il primo singolo, Your Sweetness Is My Weakness ottenne il #2 della classifica R&B, mentre la cover di Just the Way You Are di Billy Joel raggiunse il #12 nel Regno Unito. Le prime tre tracce (in origine il Lato A) hanno un ritmo veloce con un notevole influsso latino, mentre i brani restanti (il lato B) sono delle ballads. Nel 1989 i Simply Red realizzarono una cover di It's Only Love Doing Its Thing (con il titolo abbreviato It's Only Love) che diventò una hit. La copertina del disco si apriva dall'alto, come una busta da lettera.

## Tracce
1. Look at Her – 6:21
2. Your Sweetness Is My Weakness – 8:10
3. Sha La La (Means I Love You) – 7:32
4. September (When I First Met You) – 6:55
5. It's Only Love Doing Its Thing – 3:57
6. Just the Way You Are – 7:11
7. Early Years – 6:28

## Classifiche
| Classifica (1978)         | Posizione |
| ------------------------- | --------- |
| Billboard Pop Albums      | 36        |
| Billboard Top Soul Albums | 1         |

### Singoli
| Anno | Singolo                          | Posizione | Posizione |
| Anno | Singolo                          | US Pop    | US R&B    |
| ---- | -------------------------------- | --------- | --------- |
| 1978 | "Your Sweetness Is My Weakness " | 60        | 2         |
| 1979 | "Just The Way You Are"           | -         | 45        |